# Якокит (река)
Якокит — река в Алданском районе Якутии, правый приток Алдана. Устье находится в 1641 км по правому берегу Алдана. Длина реки — 105 км, площадь водосборного бассейна — 1560 км². Протекает по Алданскому нагорью. Левый приток — Аллах.
На берегу реки находится село Якокит.
Через реку перекинут автомобильный мост Амуро-Якутской автомобильной магистрали и железнодорожный мост Амуро-Якутской железнодорожной магистрали.